# Pat Jennings
Patrick Anthony "Pat" Jennings OBE (* 12. červen 1945, Newry) je bývalý severoirský fotbalista, brankář.
Hrál na mistrovství světa ve Španělsku roku 1982 a mistrovství světa v Mexiku 1986. Za severoirskou reprezentaci celkem odehrál 119 zápasů, což je severoirský rekord.
S Tottenhamem Hotspur vyhrál v sezóně 1971/72 Pohár UEFA. Dvakrát získal FA Cup, jednou s Tottenhamem (1967), jednou s Arsenalem Londýn (1979). S Tottenhamem vybojoval též dvakrát anglický ligový pohár (1971, 1973).
Roku 1973 byl vyhlášen nejlepším fotbalistou anglické ligy (v anketě FWA). Mezinárodní federace fotbalových historiků a statistiků (IFFHS) ho vyhlásila 13. nejlepším brankářem 20. století., anglický časopis World Soccer 87. nejlepším fotbalistou 20. století. Figuruje na seznamu UEFA Jubilee 52 Golden Players.